# Schuyler, Nebraska
Schuyler är en stad (city) i Colfax County i delstaten Nebraska i USA. Staden hade 6 547 invånare, på en yta av 7,27 km² (2020). Schuyler är administrativ huvudort (county seat) i Colfax County. Både staden och countyt har blivit namngivna efter Schuyler Colfax som var USA:s vicepresident 1869–1873.

## Kända personer från Schuyler
- Kim Sigler, politiker, guvernör i Michigan 1947–1949